# Narcís Campmany i Pahissa
Narcís Campmany i Pahissa (Sant Feliu de Llobregat, 1837 - Barcelona, 21 d'abril de 1886) va ser un prolífic autor dramàtic i llibretista de sarsueles, comediògraf autodidacte.

## Biografia
Narcís Campmany va néixer a Sant Feliu de Llobregat, fill de Valentí Campmany i Majó, de Sant Feliu de Llobregat, i de Maria Anna Pahissa, segons la inscripció de la seva defunció de l'any 1886. Va ser taverner de professió.
Va morir a conseqüència d'un vessament cerebral amb 48 anys. Estava casat amb Rosa Laporte i Cerdà (Barcelona, 1848 - Barcelona, 13 de març de 1894).

## Obra dramàtica
1865
- Pensa mal i no erraràs, sarsuela en 2 actes i en vers, música de Francesc Vidal, estrenada al Teatre Tívoli de Barcelona el 7 d'agost de 1865.

1867
- La copa del dolor, teatre Romea (28 de novembre de 1867).

1868
- No es pot dir blat..., comèdia bilingüe en un acte i en vers, teatre Romea (2 de març de 1868).
- Si m'embrutes, t'emmascaro, teatre Romea (25 d'abril de 1868).
- A la lluna de València, comèdia bilingüe en dos actes i en vers, estrenada al teatre dels Camps Elisis de Barcelona, el mes de juny de 1868.

1870
- Tres i la Maria sola, teatre Romea (11 d'abril de 1970).
- Un prometença. Sarsuela en 1 acte. Música de Josep Teodor Vilar. Estrenada al Teatre Novedades de Barcelona el 24 de maig de 1870.

1871
- Els Tres Tombs quadre de costums catalans. Estrenada al teatre Romea (25 d'abril 1871).
- La lluna en un cove, sarsuela en 1 acte i en vers, música de Josep Teodor Vilar, estrenada al Teatre Novedades de Barcelona el 18 de maig de 1871.
- L'esca del pecat. Joguina lírica en 1 acte i en vers. Música de Josep Teodor Vilar. Estrenada al Teatre del Circ Barcelonès de Barcelona el 27 d'octubre de 1871.

1872
- Caçar al vol, teatre Romea (2 de gener 1872).
- Un vagó, teatre (28 de desembre 1872).

1873
- Primer jo.... Sarsuela en 1 acte i en vers. Llibret en col·laboració amb Conrad Colomer. Música de Josep Ribera. Estrenada al Teatre del Circ Barcelonès de Barcelona el 24 de març de 1873.

1874
- El metge dels gegants, sarsuela en 1 acte, música de Cosme Ribera, estrenada al Teatre Tívoli de Barcelona el 17 d'agost de 1874.

1876
- El vano de la Roseta, sarsuela en 1 acte i en vers, música de Dionís Trullàs, estrenada al Teatre Novedades de Barcelona el 30 de març de 1876.
- Dorm!, sarsuela en 1 acte, música de Joan Rius, estrenada al Teatre Novedades de Barcelona el 5 de maig de 1876
- Les cues, sarsuela en 2 actes i en vers, llibret en col·laboració amb Joan Molas i Casas, música de Joan Rius, estrenada al Teatre Tívoli de Barcelona el 26 d'agost de 1876.

1877
- La por. Sarsuela en 1 acte. Música de Nicolau Manent. Estrenada al Teatre Novedades de Barcelona el 7 d'abril de 1877.
- El cant de la Marsellesa. Sarsuela en 3 actes i en vers. Llibret en col·laboració de Joan Molas i Casas. Música de Nicolau Manent. Estrenada al Teatre Tívoli de Barcelona el 6 de juny de 1877.

1878
- El rellotge del Montseny. Sarsuela en 4 actes. Llibret en col·laboració amb Joan Molas i Casas. Música de Nicolau Manent. Estrenada al Teatre Tívoli de Barcelona el 24 de juliol de 1878.

1879
- De la terra al sol. Viatge fantàstic, inversemblant, buf, ballable i de gran espectacle en 3 actes i 11 quadres, en prosa i vers. Llibret en col·laboració amb Joan Molas i Casas. Música de Nicolau Manent. Estrenada al Teatre Tívoli de Barcelona el 23 d'agost de 1879.

1885
- Petaca i broquet. Música de Nicolau Manent. Estrenada al Teatre Novetats de Barcelona el 4 de març de 1880.
- Laura. Entremès còmico-líric en 1 acte i en vers. Música de Nicolau Manent. Estrenat al Teatre Espanyol de Barcelona el 18 d'abril de 1885.

1892
- El secret dels savis. Sarsuela semi-històrica, semi-bufa i d'aparat en 3 actes. Llibret en col·laboració de Joan Molas i Casas. Música de Nicolau Manent. Estrenada al Teatre Eldorado de Barcelona el 10 d'octubre de 1892.

- Un recuerdo de África. Zarzuela en 1 acte i en vers.
- La torre dels amors. Sarsuela en 2 actes. Llibret en col·laboració d'Andreu Brasés. Música de Benavent.